# Maleahi (carte)

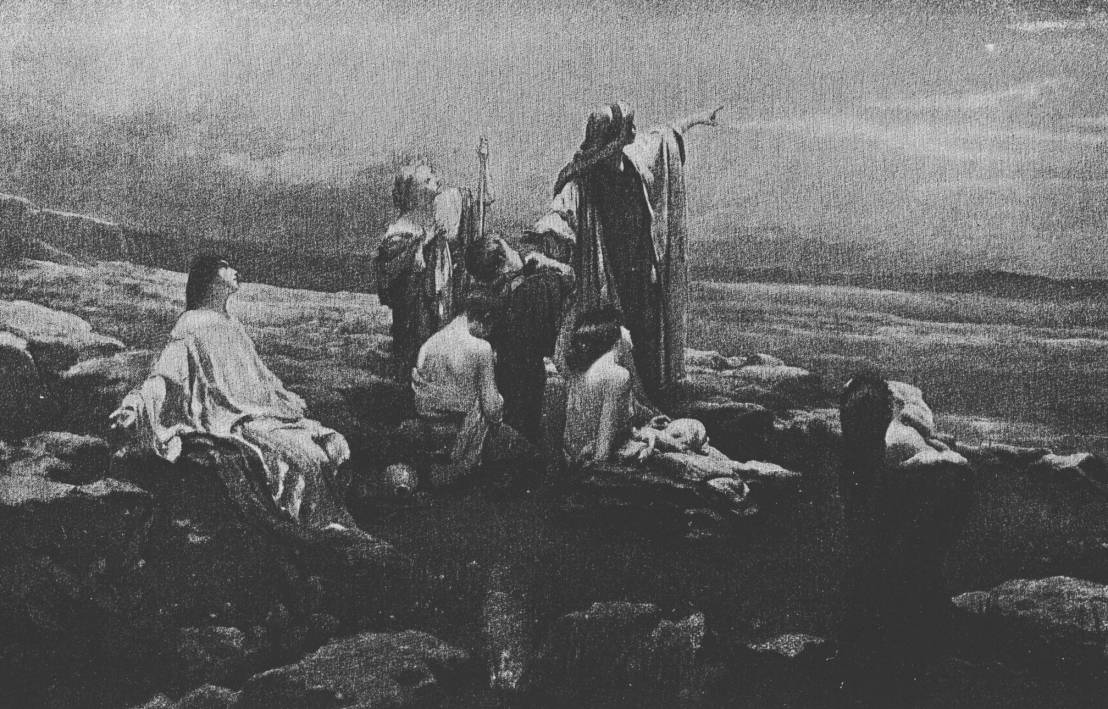
Ilustrație de Gustave Doré a versetului Maleahi 3.1

Maleahi (ebraică מַלְאָכִי‎, transliterat Malʾaḫi, Mál'akhî) este ultima carte din Neviim și din Vechiul Testament. Este ultima carte din cartea celor 12 Profeți minori.

## Autorul
Cartea este atribuită frecvent unui profet cu numele de Maleahi. Deși denumiriea Maleahi a fost adesea înțeleasă ca un nume propriu, sensul său ebraic este pur și simplu "Solul / Mesagerul meu [adică al lui Dumnezeu]" (sau "solul / mesagerul său" în Septuaginta) și nu poate fi numele autorului în toate cazurile. Numele apare la 1:1 și la 3:1, deși este foarte puțin probabil că termenul să se refere la același personaj în ambele referințe.
„Prorocia, cuvântul Domnului, către Israel, prin Maleahi”—Maleahi 1:1
„Iată, voi trimite pe solul Meu; el va pregăti calea înaintea Mea. Și deodată va intra în Templul Său Domnul pe care-L căutați: Solul legământului pe care-L doriți; iată că vine – zice Domnul oștirilor”—Maleahi 3:1
Astfel, există o dezbatere substanțială în ceea ce privește identitatea autorului cărții. Una dintre parafrazările Targum îl identifică pe Ezra (sau Ezdra) ca autor al cărții lui Maleahi. Sfântul Ieronim sugerează același lucru deoarece Ezra este văzut ca un intermediar între profeți și "marea sinagogă". Cu toate acestea, nu există dovezi istorice care să susțină această afirmație.

## Asemănări cu texte din Zaharia
Unii savanți menționează existența unor afinități între Zaharia 9-14 și cartea lui Maleahi. Zaharia 9, Zaharia 12 și Maleahi 1 sunt prezentate toate sub denumirea "profetul, cuvântul lui YHWH." Mulți cercetători susțin că inițial această colecție era formată din trei profeții independente și anonime, două dintre ele fiind ulterior anexate la cartea lui Zaharia (ca ceea ce oamenii de știință numesc Deutero-Zaharia), iar a treia devenind cartea lui Maleahi. Prin urmare, majoritatea cercetătorilor consideră cartea lui Maleahi ca fiind opera unui singur autor, care poate sau nu poate fi identificat cu denumirea de Maleahi. Împărțirea actuală într-un total de douăsprezece cărți ale profeților minori s-a realizat ca o paralelă cu cei doisprezece fii ai lui Iacob, care au devenit conducătorii celor douăsprezece seminții ale lui Israel. Enciclopedia catolică afirmă că "ne aflăm fără nicio îndoială în prezența unei abrevieri a numelui Mál'akhîyah, care înseamnă "Trimisul lui Yah".

## Perioadă
Există foarte puține detalii istorice în cartea lui Maleahi. Cel mai mare indiciu pentru datarea acesteia poate fi folosirea termenului din epoca persană pentru guvernator (pehâ) în 1:8. Acest lucru plasează scrierea sa înainte de exil datorită folosirii termenului din perioada persană cât și pentru că regatul Iuda a avut un rege înainte de exil. Întrucât, în același verset, templul a fost reconstruit, cartea trebuie să fie, de asemenea, după 515 î.Hr.. Maleahi era aparent cunoscut autorului Ecleziastului la începutul secolului al II-lea î.Hr.. Datorită elaborării mai multor teme în cartea lui Maleahi, majoritatea cercetătorilor o datează între Hagai și Zaharia, cu puțin înainte ca Neemia să vină la Ierusalim în 445 î.Hr..

## Legături externe
- http://www.bibliaortodoxa.ro/vechiul-testament/52/Maleahi
- http://biblia.resursecrestine.ro/maleahi